# 莊莫俄
莊莫俄（1970年—），台灣阿里山鄒族原住民，台灣歌手，鄒族名「More」，獵戶座組合之一。

## 基本信息
莊莫俄，金牛座，2000年發行了鄒語唱片（獵人＆百合） 專輯， 2002年榮獲鄒族勇士選拔賽冠軍，擔任阿里山觀光代言人，2003年推出阿里山原住民部落唱片《分享祭》專輯 ，2008年參加央視星光大道，獲得季軍。2010年參加上海世博會開幕式演出。

## 经历介绍
- 1994年参加阿里山原住民歌唱大赛冠军。
- 1998年参加台湾原住民歌唱大赛亚军。
- 2000年发行阿里山邹族民族音乐专辑猎人&百合主唱
- 2001年台湾南岛文化季代言人
- 2001年成立珈雅玛部落乐舞团
- 2002年阿里山邹族勇士暨美少女选拔赛勇士组冠军，获聘为阿里山观光代言人
- 2002年参加阿里山邹族舞团至美国、加拿大等地区巡回演出
- 2003年参加湖南长沙举办中国全国运动开幕晚会
- 2003年珈雅玛乐团音乐专辑分享季主唱
- 2004年阿里山邹族文化艺术基金会执行长（推展少数民族文化）
- 2006年剑湖山世界休闲产业集团任总经理室专员时成立耐斯MOO乐团
- 2007年成立台湾南岛文化创意产业发展协会担任发起人（结合原住民族之创作音乐人、工艺家、艺术家等）
- 2008年成立猎户座在央视星光大道得到周、月、季冠军，并荣获年度总决赛季军
- 2010年參加上海世博會開幕式演出。

## 外部連結
- 莊莫俄的Facebook專頁